# 92 (szám)
A 92 (római számmal: XCII) a 91 és 93 között található természetes szám.

## A szám a matematikában
A tízes számrendszerbeli 92-es a kettes számrendszerben 1011100, a nyolcas számrendszerben 134, a tizenhatos számrendszerben 5C alakban írható fel.
A 92 páros szám, összetett szám, kanonikus alakban a 22 · 23 szorzattal, normálalakban a 9,2 · 101 szorzattal írható fel. Hat osztója van a természetes számok halmazán, ezek növekvő sorrendben: 1, 2, 4, 23, 46 és 92.
Ötszögszám.
Palindromszám a következő számrendszerekben: 6 (2326), 7 (1617), 22 (4422) és  45 (2245), a két utóbbiban repdigit.
Mivel található olyan 92 egymást követő egész szám, amelynél minden belső számnak van közös prímtényezője akár az első, akár az utolsó taggal, a 92 Erdős–Woods-szám.
A 92 két szám valódiosztóösszeg-függvényeként áll elő, ezek a 88 és a 178.
92 különböző Johnson-test létezik. Az arkhimédészi testek közül a legtöbb, 92 lapja a pisze dodekaédernek van.

## A tudományban
- A periódusos rendszer 92. eleme az urán.